# Ernest Deproge
Louis-Joseph Ernest Deproge, né le 15 août 1850 à Fort-de-France (Martinique) et mort le 15 décembre 1921 à Sanvic (Seine-Maritime), est un avocat et député de la Martinique de 1882 à 1898.

## Biographie
Après sa scolarité primaire effectuée à Fort-de-France, Ernest Deproge part pour la France et s'inscrit au lycée de Rouen où il obtient son baccalauréat. Il entame alors des études de droit à Paris. La guerre de 1870 le contraint à abandonner ses études momentanément pour prendre part aux combats. La guerre terminée, il reprend ses études universitaires et obtient sa licence en droit. Son diplôme en poche, Ernest Deproge regagne la Martinique et exerce son métier d'avocat. Dès ses débuts, il s'impose comme un maître incontesté de la parole et assoit sa popularité dans le chef-lieu et dans le sud de la Martinique.
Il s'intéresse à la politique et commence sa carrière en 1882 en se faisant élire député de la Martinique. Il siège à la Chambre des Députés dans les rangs de l'extrême gauche dont le chef de file est Georges Clemenceau. À partir de 1882, Ernest Deproge est avec Marius Hurard, chef de file du parti républicain en Martinique. Ils font partie de la classe des mulâtres qui représente la bourgeoisie intellectuelle de la colonie. C'est la république, à partir de 1870, qui leur a octroyé de nouveaux droits dont le suffrage universel, la liberté de la presse, l'école laïque, publique et obligatoire. Désormais, il y a une identification de ces hommes à la république. Ils se fixent un but : prouver leur capacité à gérer, à être des citoyens comme les autres qui connaissent les mêmes droits et les mêmes devoirs que les citoyens de la France. C'est une assimilation totale à la France qu'Ernest Deproge et Marius Hurard revendiquent désormais. Ils s'opposeront notamment aux Békés ou blancs créoles qui sont eux partisans de l'autonomie par rapport à la France.
En 1885, des dissensions profondes et des rivalités en deprogistes et hurardistes provoquent l'éclatement du parti républicain. Le camp d'Ernest Deproge accuse Marius Hurard de collusion avec le clan Béké. Désormais, les deux grandes figures de la vie politique de la Martinique de la fin du XIXe siècle vont chacun créer leur propre parti politique. Ernest Deproge fonde le Parti Radical Socialiste Martiniquais ou Union Républicaine et Marius Hurard crée le Parti Républicain Progressiste et opère un rapprochement avec les autonomistes békés.
Ernest Deproge contrairement à Marius Hurard restera un farouche défenseur de l'assimilation totale à la France. Il crée un journal la Petite France pour diffuser ses idées assimilationnistes. En 1898, Ernest Deproge se présente aux législatives et est battu par Osman Duquesnay.
À 48 ans, Ernest Deproge quitte définitivement la vie politique et la Martinique. Il devient directeur de la Banque de la Réunion puis de différentes perceptions de France. Mais une cruelle maladie l'afflige et une paralysie le condamne à une quasi-immobilité. Il meurt le 15 décembre 1921 à Sanvic (Seine-Maritime) à l'âge de 71 ans.
En hommage à Ernest Deproge, une rue du centre-ville de Fort de France porte le nom de cet ancien député de la Martinique et son buste est inauguré en 1925, place Fabien.

## Parcours politique
- Député de la Martinique de 1882 à 1896
- Président du Conseil général en 1881